# Canvey Island Football Club
Canvey Island Football Club é uma equipe inglesa de futebol sediada em Canvey Island, ilha localizada no estuário do rio Tâmisa.
Atualmente participa da Ishtmian League North Division, correspondente à oitava divisão do futebol inglês.
O clube, fundado em 1926, possui como cores oficiais o azul e o amarelo, e seu estádio, o Park Lane, tem capacidade de 4.100 lugares.

## Elenco
Nota: Bandeiras indicam equipe nacional, conforme definido pelas regras de elegibilidade da FIFA. Os jogadores podem ter mais de uma nacionalidade não-FIFA.
| N.º |            | Posição | Jogador          |
| --- | ---------- | ------- | ---------------- |
|     | Inglaterra | G       | Andre Foster     |
|     | Inglaterra | G       | Ashlee Jones     |
|     | Inglaterra | D       | Robbie Blackwell |
|     | Inglaterra | D       | Ashley Dumas     |
|     | Inglaterra | D       | Rickie Hayles    |
|     | Inglaterra | D       | Ashley Miller    |
|     | Inglaterra | D       | Richard Orlu     |
|     | Inglaterra | M       | Kevin Dobinson   |
|     | Inglaterra | M       | Ryan Edgar       |
|     | Inglaterra | M       | Matt Game        |

| N.º |            | Posição | Jogador               |
| --- | ---------- | ------- | --------------------- |
|     | Inglaterra | M       | Mitchell Gilbey       |
|     | Inglaterra | M       | Leon Gordon           |
|     | Inglaterra | M       | James Hawes           |
|     | Inglaterra | M       | Rob King              |
|     | Inglaterra | A       | Jay Curran            |
|     | Inglaterra | A       | Eddie Hart            |
|     | Inglaterra | A       | Danny Heale           |
|     | Montserrat | A       | Bradley Woods-Garness |

## Treinadores famosos
- Jeff King (1992-2006)
- John Batch (2006-2012)
- Glen Alzapiedi (2012)
- Steve Tilson (2012-2013)
- Mark Bentley (2015-2017 como jogador e treinador) e (a partir de 2018 apenas como técnico)

## Honours

### Liga
- Isthmian League Premier Division: 1

2003–04
- Isthmian League Division One: 1

1998–99
- Isthmian League Division Two: 2

1995–96, 1997–98
- Greater London League Division One: 2

1967–68, 1968–69
- Essex Senior League: 2

1986–87, 1992–93
- Thurrock Combination: 1

1955–56

### Copa
- FA Trophy: 1

2000–01
- Greater London League Cup: 2

1967–68, 1968–69
- Parthenon League Cup: 1

1958–59
- Essex Senior League Cup: 2

1979–80, 1992–93
- Harry Fisher Memorial Trophy: 1

1993–94
- Thurrock Combination League Cup: 2

1952–53, 1955–56
- Essex Senior Cup: 4

1998–99, 1999–2000, 2001–02, 2011–12